# Kłodzkie mosty i kładki

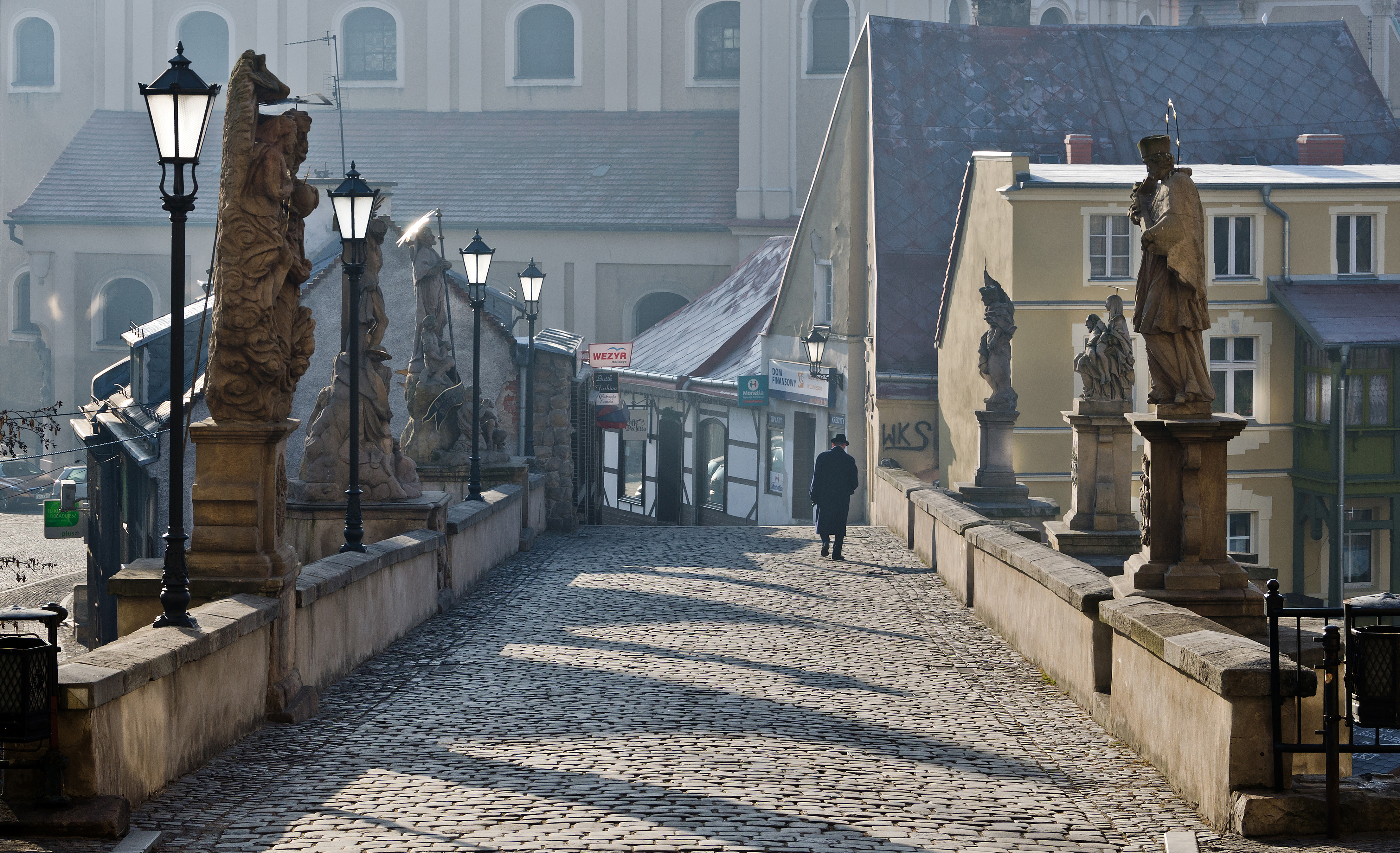
Most gotycki na Młynówce

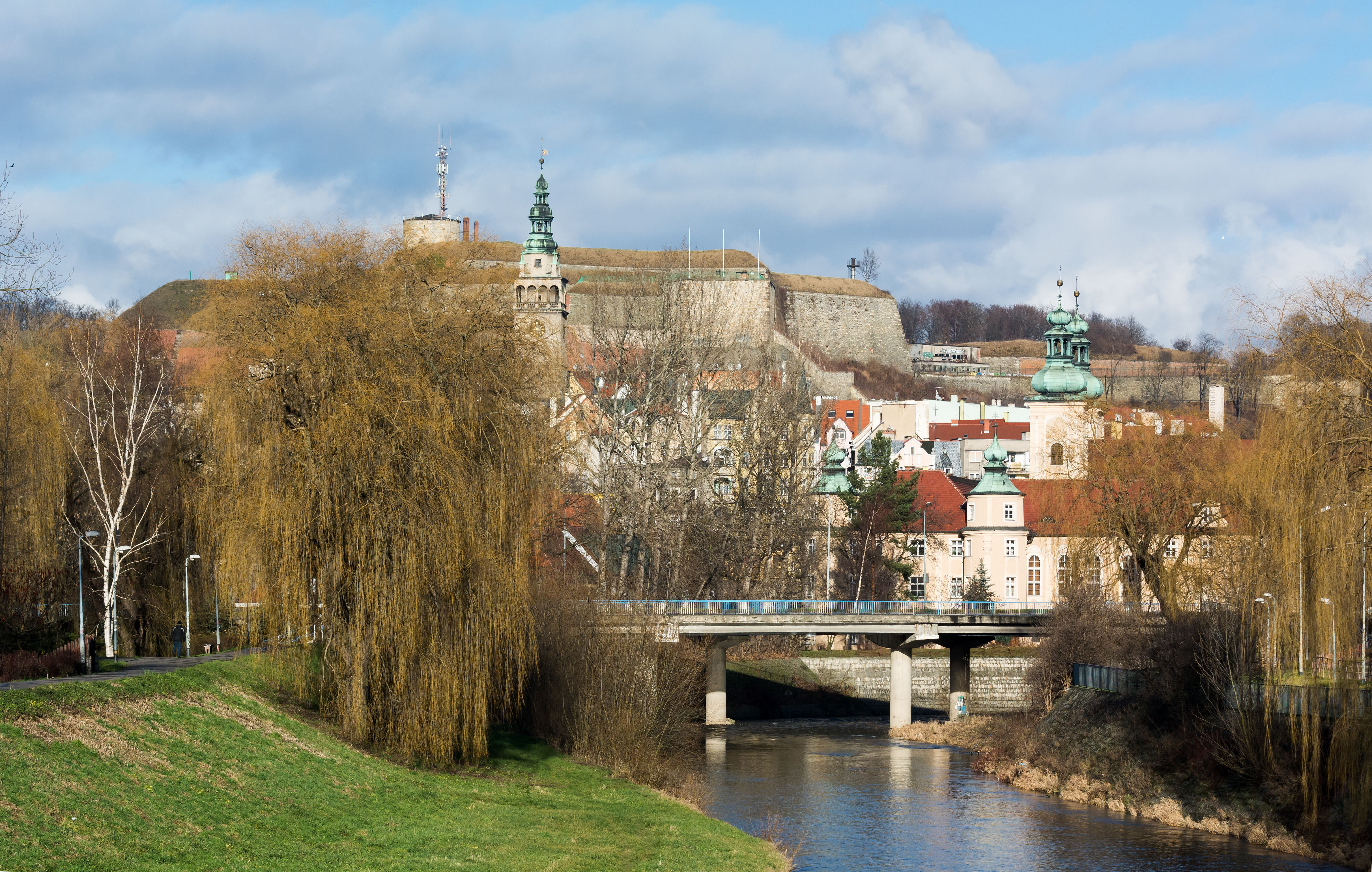
Most Tadeusza Kościuszki w Kłodzku

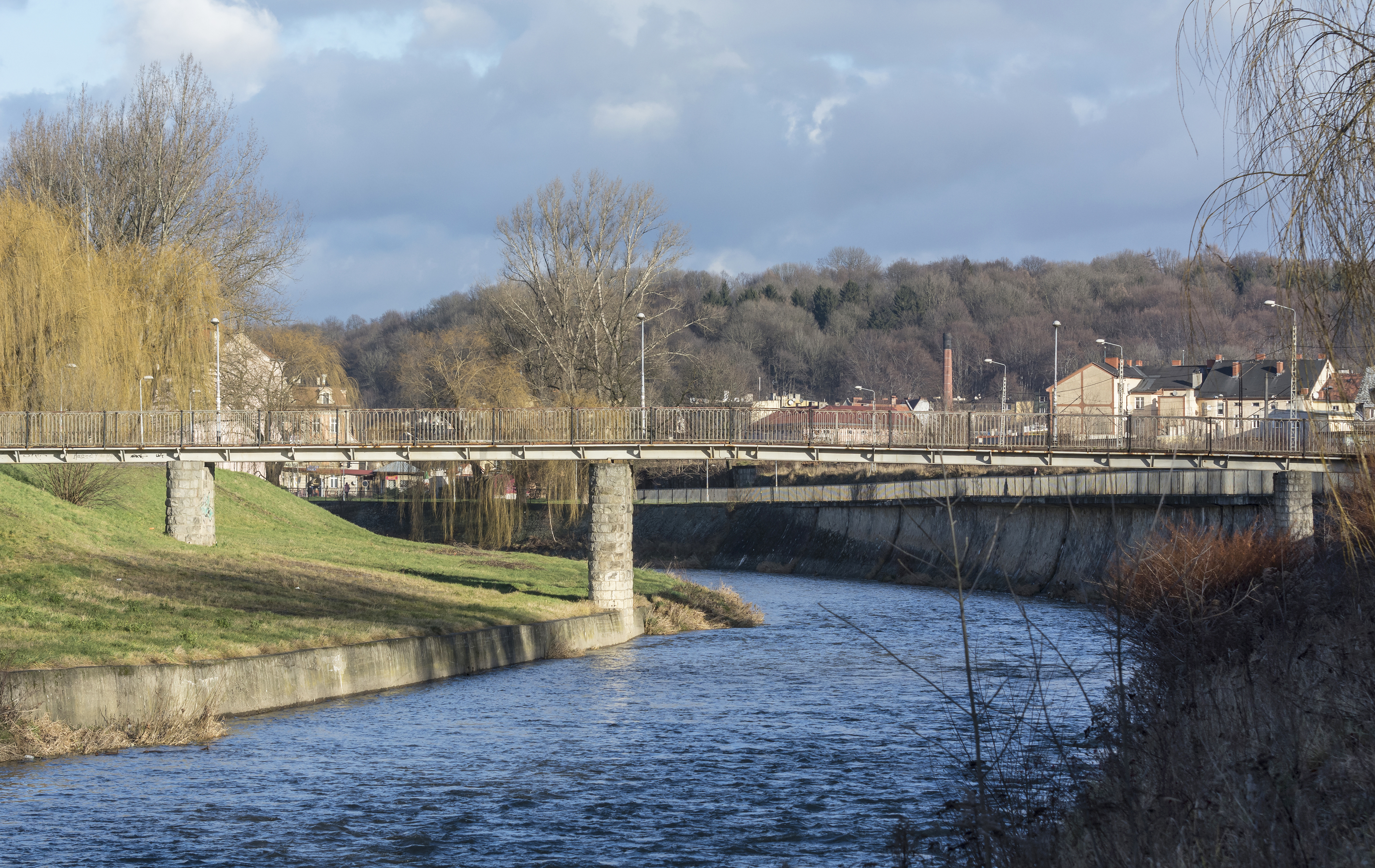
Most pieszy przy ul. Malczewskiego

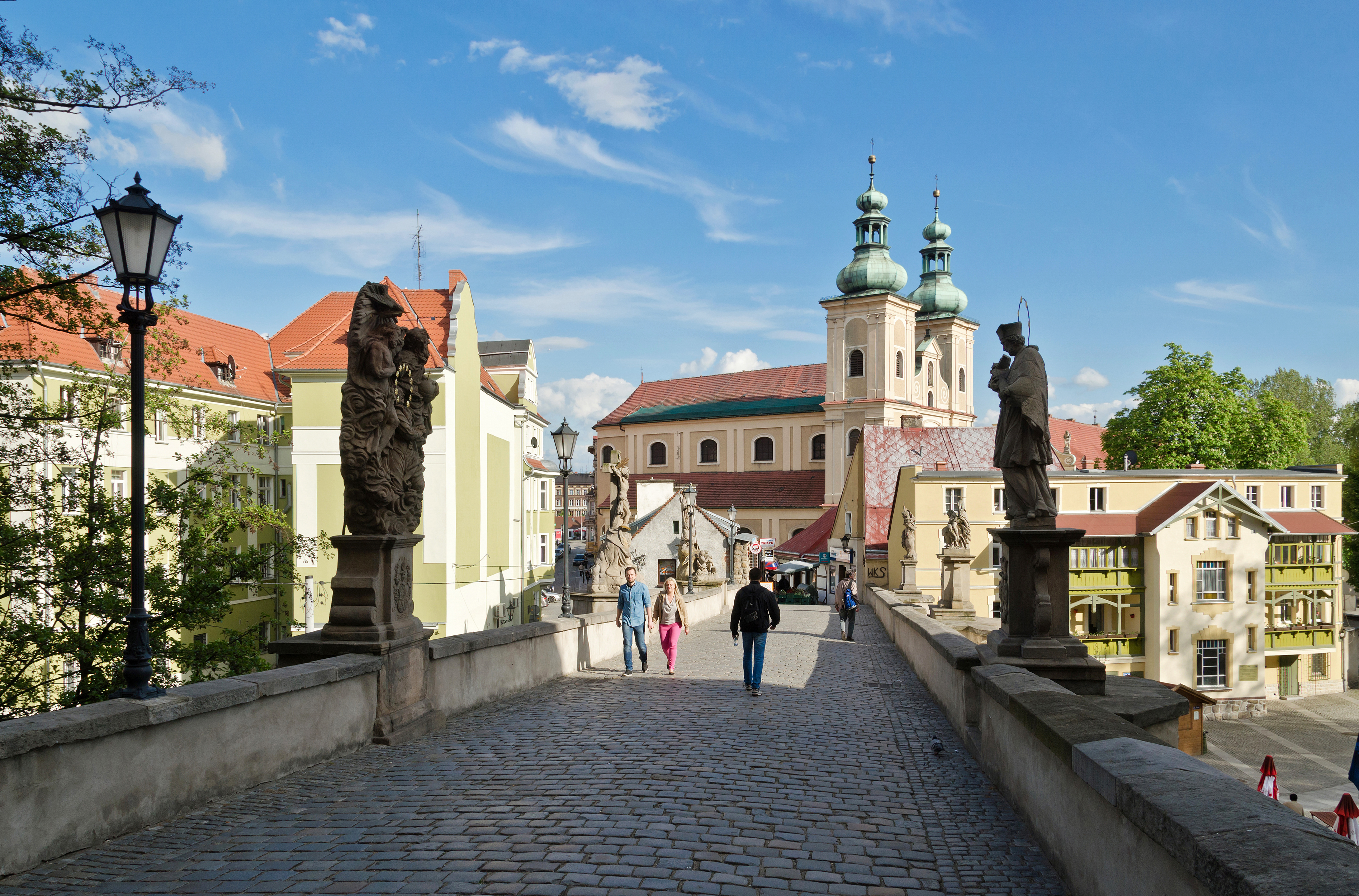
Most gotycki w Kłodzku

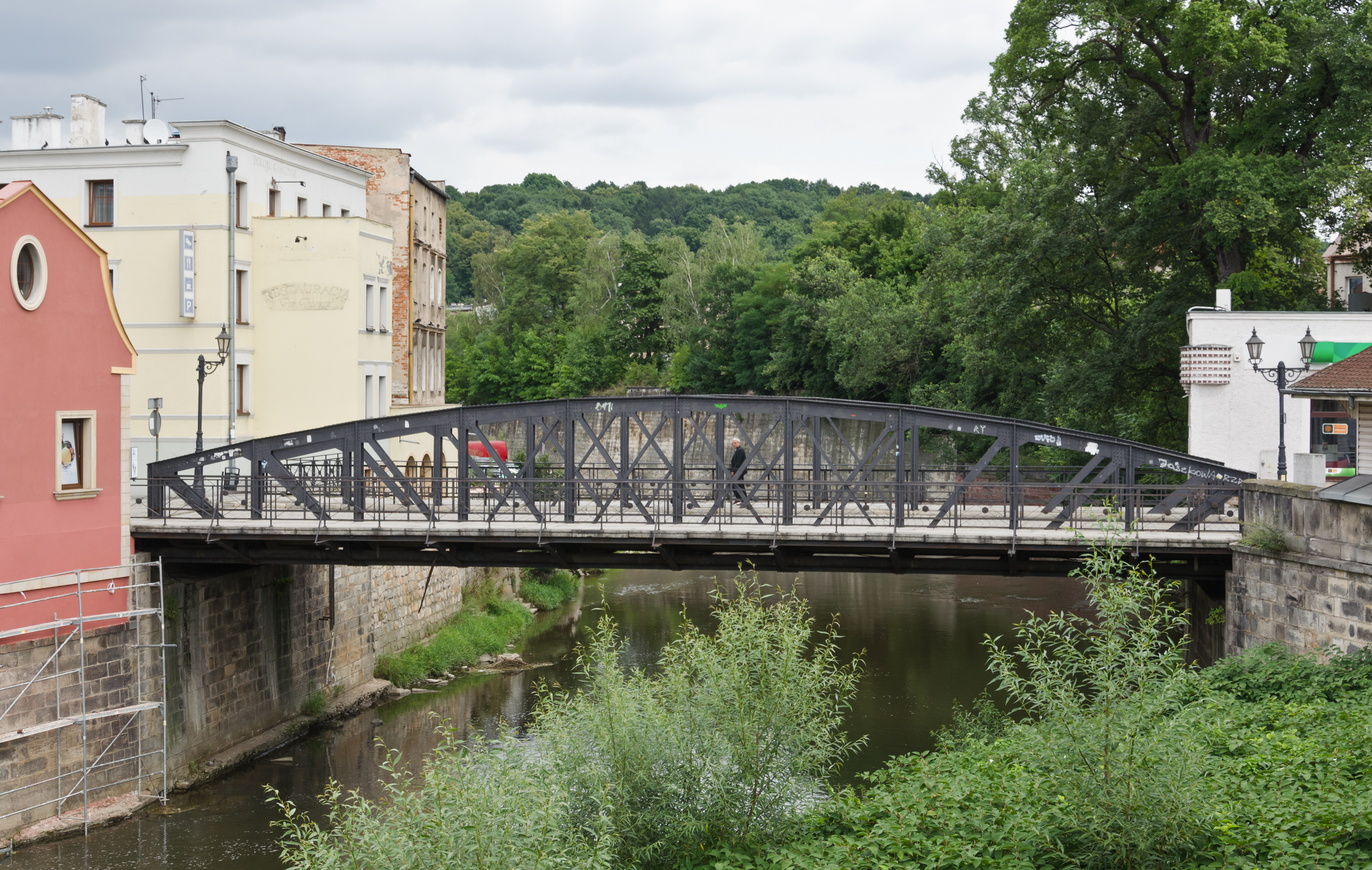
Most Żelazny w Kłodzku

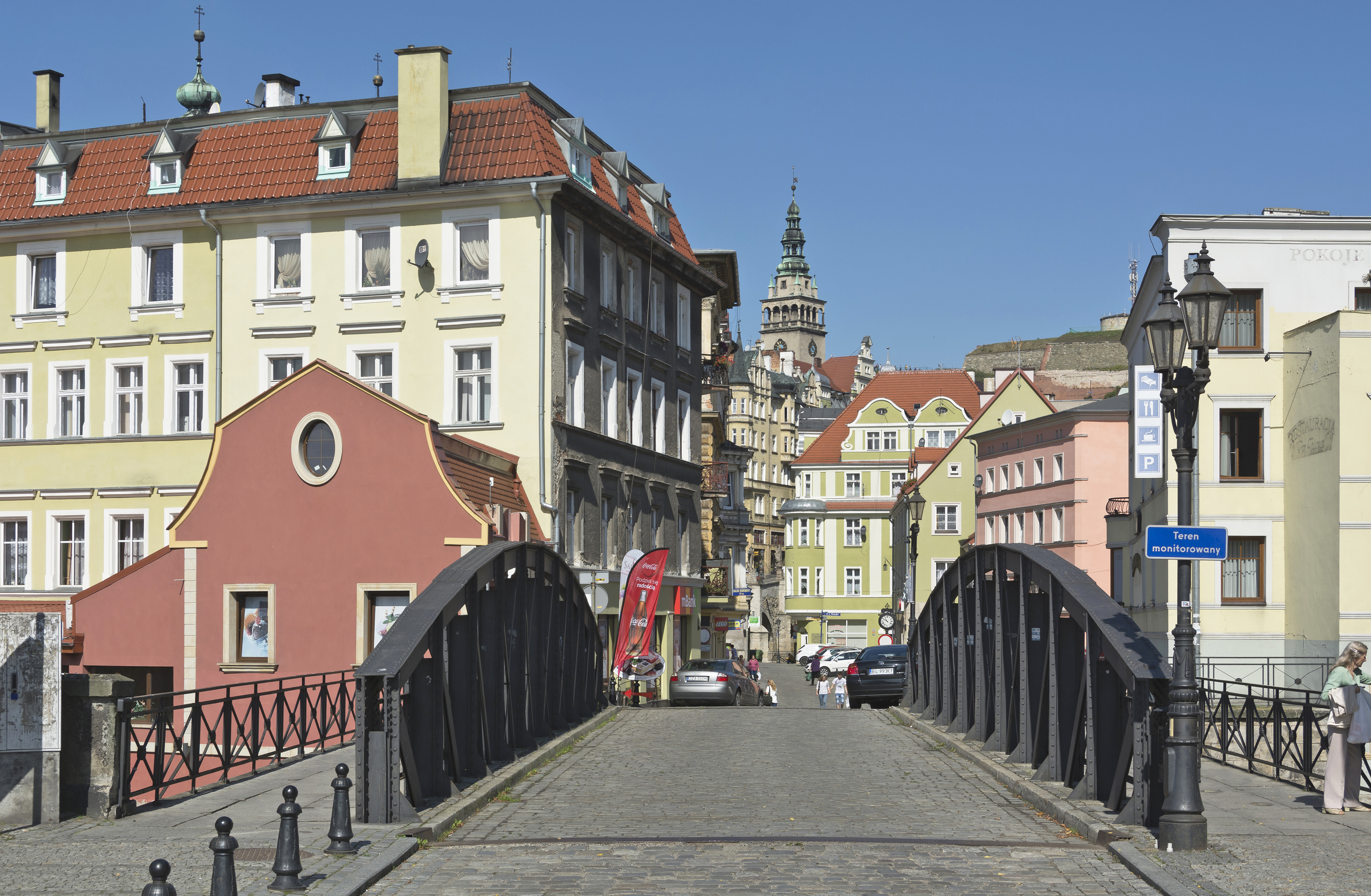
Most Żelazny w Kłodzku

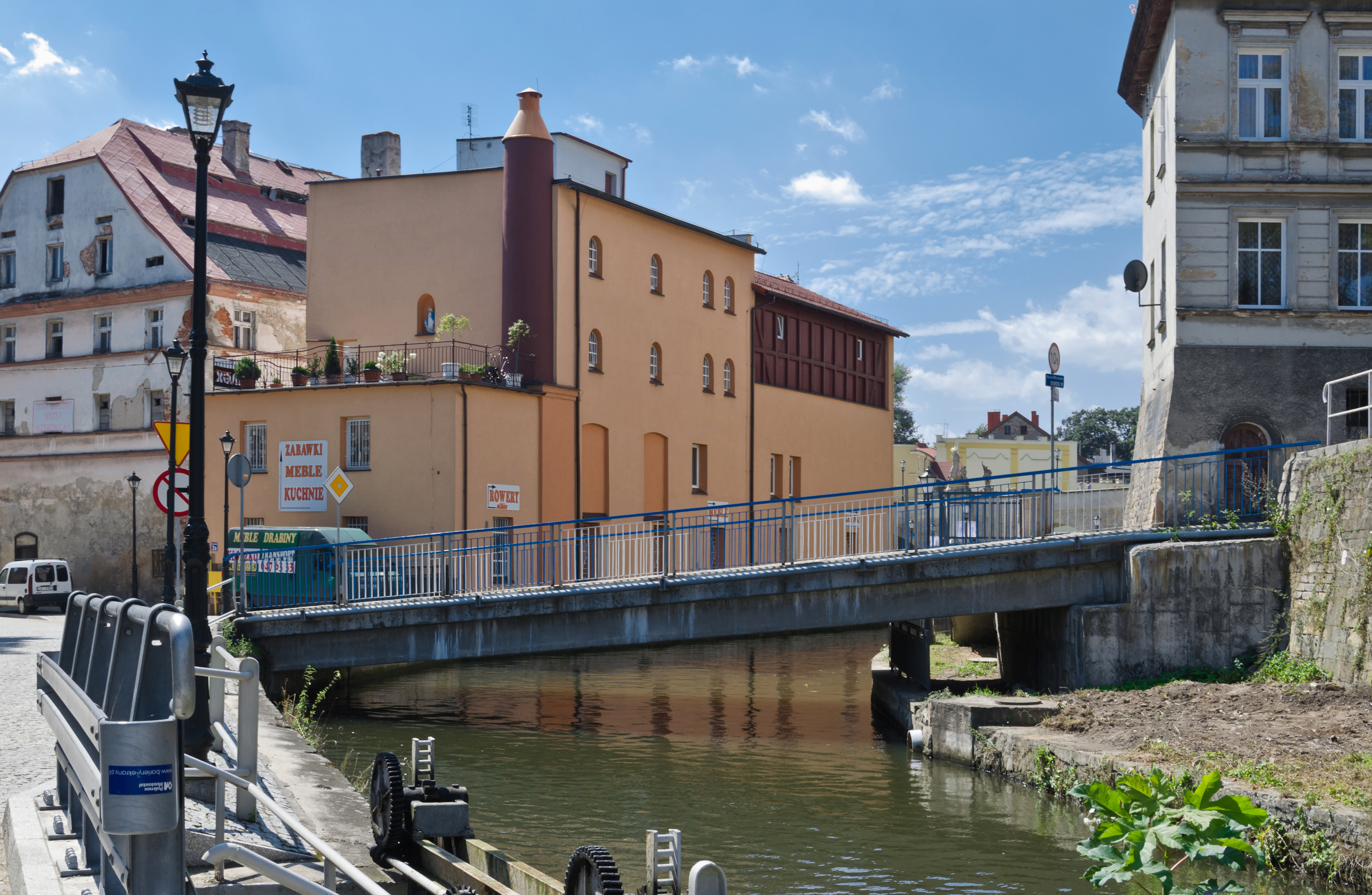
Most przy ul. Wodnej

Kłodzkie mosty i kładki – przed wojną w Kłodzku znajdowały się 22 mosty i kładki o różnej wielkości. Od przejęcia miasta przez Polskę w 1945 r. liczba ta wzrosła do 27. Największe i najważniejsze mosty są przerzucone przez Nysę Kłodzką oraz jej lewe rozwidlenie Młynówkę. Kolejną kategorią mostów i kładek są kładki piesze i wiadukty drogowe.

## Mosty i kładki

### Mosty i kładki nad Nysą Kłodzką
- Estakada Doliny Nysy Kłodzkiej,
- Most Forteczny (dawniej most 15-lecia PRL),
- Most przy ul. Jana Matejki,
- Most Żelazny,
- Most przy ul. Tadeusza Kościuszki,
- Most przy ul. Malczewskiego (pieszy) – dawniej tzw. Bujany Most – obecny pochodzi z 1998 r.
- Most przy ul. Sportowej (pieszy) – obecny powstał w 1998 r.

### Mosty i kładki nad Młynówką
- Kładka przy Dolnym Młynie (piesza),
- Kładka przy ul. Zofii Stryjeńskiej (piesza),
- Most przy ul. Wodnej,
- Most gotycki,
- Kładka przy ul. Daszyńskiego (piesza),
- Most przy ul. Daszyńskiego,
- Most przy ul. Kościuszki,
- Kładka przy ul. Krakusa,
- Most przy ul. Morcinka

### Mosty i kładki nad Jodłownikiem
- Kładka przy ul. Chełmońskiego,
- Most przy ul. Korfantego,
- Dwie kładki przy ul. Śląskiej,
- Kładka przy ul. Mariańskiej.

### Mosty i kładki nad Bystrzycą Dusznicką
- Most przy ul. Korczaka,
- Most przy ul. Zagórze
- Kładka przy Młynie Wodnym na Zagórzu,

### Kładki nad Jaszkówką
- Kładka nad Jaszkówką

## Mosty kolejowe
- Most kolejowy nad Nysą Kłodzką,
- Most kolejowy nad Jaszkówką,
- Most kolejowy nad Bystrzycą Dusznicką